# تشاك تايلور

تشاك تايلر

تشارلز هوليس «تشاك تايلر» (بالإنجليزية: Chuck Taylor), هو لاعب كرة سلة أمريكي راحل ولد في 24 يونيو 1901 بمقاطعة براون الريفية ولاية إنديانا الولايات المتحدة الأمريكية.
كان له الفضل في تطوير كرة السلة وانتشارها دوليا، وبذلك أصبحت رياضة أولمبية في 1936.
كان اسم هذا اللاعب مرتبط دائما بحذاء شركة كونفيرس.حيث أن كونفيرس كل النجوم هو أول حذاء صمم خصيصا لكرة السلة، ارتداه تشاك تايلر في عام 1917 وهو لاعب في المدرسة الثانوية.
لعب تشاك تايلور أول مباراة كرة السلة للمحترفين له في مارس 1919، في حين لا يزال طالبا في المدرسة الثانوية في مدينة كولومبوس في ولاية إنديانا وعمره لا يتعدى 17 سنة.
توفي تشاك تايلر في 23 يونيو 1969 في ميناء شارلوت في ولاية فلوريدا بسبب احتشاء عضل القلب.نشرت سيرته الذاتية في كتاب بواسطة مطبعة جامعة إنديانا سنة 2006.